# Interstate 77
I-77 eller Interstate 77 är en amerikansk väg, Interstate Highway, i South Carolina, North Carolina, Virginia, West Virginia och Ohio.